# Vila de Cucujães
Vila de Cucujães ist eine Gemeinde (Freguesia) im portugiesischen Kreis Oliveira de Azeméis. In ihr leben 9962 Einwohner (Stand 19. April 2021).